# Нюфаундленд
 Тази статия е за остров.  За породата куче вижте Нюфаундленд (куче).  
Нюфаундленд (на английски: Newfoundland, буквален превод новооткрита земя) е най-големият канадски остров по източното крайбрежие на страната, в северозападната част на Атлантическия океан. Площта му е 108 860 km² (малко по-малко от територията на България), която му отрежда 4-то място сред островите на Канада (след Бафинова земя, Виктория и Елсмиър) и 16-о в света. Част е от канадската провинция Нюфаундленд и Лабрадор. Население 479 105 души (2006), най-голям град и столица на провинцията е Сейнт-Джонс 106 172 (2011). На остров Нюфаундленд се намира най-източната точка на Канада – нос Спиър (Cape Spear, 47°31′27″ с. ш. 52°37′10″ з. д. / 47.524167° с. ш. 52.619444° з. д.).

## История

### Древни предания и легенди
Първите жители на Нюфаундленд са вероятните предци на индианските племена беотук и микмак, които се занимават с лов и риболов. Когато около 999 г. според древните норвежки саги пристигат викингските воини, предвождани от Лейф Ериксон, те установяват първите контакти с европейците. Пришълците наричат новооткритата земя „Винланд“ (Земя на виното, тъй като там откриват диви лози), а местните жители – „скрелинги“. Много скоро обаче между местните индиански племена и завоевателите, които се опитват да се установят за постоянно на острова, възникват въоръжени конфликти, и през 1001 г., след двегодишно присъствие, норвежците са принудени да се завърнат в Европа. След седем години норвежките викинги начело с Торфин Карлсефни отново посещават северната част на острова и отново основават селище, което обаче просъществува едва три години, и през 1011 г. е напуснато. През 1960 г. норвежкият изследовател д-р Хелге Ингщад и съпругата му Ане Стин Игщад извършват археологически разкопки край градчето Ланс о Медоус (51°36′ с. ш. 55°32′ з. д. / 51.6° с. ш. 55.533333° з. д., в най-северната част на острова) и откриват неопровержими доказателства за присъствието на викингите на острова.
Според древноирландски предания, през VI в. ирландският монах Свети Брендан извършва т.нар. „Плаване на Св. Брендан“ на запад от Ирландия, което го довежда до богата земя и се предполага, че това е Нюфаундленд. Според уелско предание, през 1170 г. принц Мадок също достига до тези брегове. Друг много по-вероятен откривател на острова е шотландският принц Хенри Синклер, като неговото предполагаемо плаване е извършено в самия край на XIII в. или началото на XIV в. Португалците също претендират, че са откриватели на острова от експедиция, изпратена от Хенри Мореплавателя през 1431 г. На карта, издадена в Париж през 1490 г., приблизително на мястото, където е Нюфаундленд са изобразени три острова, известни като „Островите на Седемте града“ или „Остров Бразил“, за които е записано, че са открити от португалски мореплавател през 1431 г. Друг предполагаем откривател на острова е група английски рибари от Бристол, които през 1481 г. откриват острова и огромните рибни райони югоизточно от него, но с цел да запазят риболовния монопол за себе си, засекретяват откритието си.

### Откриване и колонизация на острова (XV – XVIII в.)
Близо 500 години след заминаването на скандинавците югоизточното крайбрежие на острова „официално“ е открито през 1497 г. от италианския мореплавател Джон Кабот (Джовани Кабото), който по това време плава под английски флаг. Именно той кръщава острова със сегашното му име Нюфаундленд – „нова открита земя“, „нова намерена земя“. Според приблизителни преценки, по това време на острова живеят от 1000 до 5000 индианци.
След плаването на Кабот няколко португалски, испански, френски и английски мореплаватели и рибари посещават бреговете на Нюфаундленд. През 1500 – 1501 г. португалецът Гашпар Кортереал (1450 – 1501) и брат му Мигел Кортереал в търсене на т.нар. „Северозападен морски проход“ откриват част от източния бряг на острова. Около 1504 г. френски рибари бретанци откриват западното му крайбрежие, през 1520 и 1525 г. друг португалец, Жуау Фагундиш – цялото южно крайбрежие на острова и т.нар. „Голяма Нюфаундленска плитчина“, славеща се с огромните си рибни пасажи. През 1534 г. французинът Жак Картие открива протока Бел Айл, отделящ Нюфаундленд на югоизток от п-ов Лабрадор на северозапад, като по този начин в общи линии става известно цялото му крайбрежие и конфигурация.
На 5 август 1583 г. сър Хъмфри Гилбърт (1539 – 1583), заедно с още 250 души създава първото английско селище на острова и провъзгласява първата задморска английска колония, като слага началото на Британската империя. Новите колонисти изпитват остър недостиг на всичко, с изключение на риба и отопление, и сред тях започват масови заболявания. Недоволството заплашва да премине в метеж против Гилбърт, който заповядва да се режат ушите на недоволните, но накрая отстъпва, като натоварва всички останали живи колонисти, за да ги върне в Англия. Разразилата се буря по обратния път потапя два от трите кораба на злощастните колонисти, като в нея загива и Гилбърт.
През месец юли 1610 г. друг английски военен моряк, Джон Гай († 1629 г.), заедно с още 39 други колонизатори, успява да създаде първото селище Купер Коув (47°33′ с. ш. 53°14′ з. д. / 47.55° с. ш. 53.233333° з. д.), на югоизточното крайбрежие на острова, недалеч от съвременния град Сейнт-Джонс. До към 1620 г. на острова са създадени още няколко английски и френски рибарски селища, като те неофициално си поделят острова на две сфери на влияние – английско (западното и източното крайбрежие) и френско (северния полуостров и южното крайбрежие).
До XVIII в. единствените обитатели на острова са рибарите и техните временни селища. През 1713 г. с Договора от Утрехт, който слага края на Войната за испанското наследство, Франция окончателно отстъпва Нюфаундленд на Великобритания, като запазва за себе си само двата малки острова Сен Пиер и Микелон, разположени южно от острова.
Към края на XVIII в. в района на Голямата нюфаундлендска плитчина риболовът се засилва изключително много, което оказва благоприятно влияние в района. Започва масово преселване на европейци главно от британските острови, които създават нови селища, прокарват се пътища, развива се икономиката, като върхът на този процес се наблюдава през първата четвърт на XIX в., след което спада.

### Нова история
За разлика от останалите европейски имигранти, заселили континенталните части на Канада и САЩ, преселниците на Нюфаундленд построяват едно ново, малко по-различно общество. Като цяло те остават изолирани от останалата част на страната, въпреки че островът е с отлично географско положение, разположен на пътя на преселниците от Европа. Тази изолация, макар и вече фиктивна, се запазва. Населението се заселва главно по крайбрежието, в малки (по няколко семейства) и отдалечени едно от друго населени места, като се занимава главно с риболов и обслужване на английския флот. Този начин на живот имат ефект върху новата им култура, начин на мислене и действие, обичаи, вярвания и диалекти, и става едно от главните причини за икономическата изостаналост на острова. Към 1871 г. населението на острова достига до 150 хил. жители, като местните жители беотук са вече напълно изтребени (последните представители умират в началото на XX в.).
През 1855 г. Великобритания предоставя на Нюфаундленд самоуправление, но отсъствието на значителни икономически и културни връзки с останалите британски колонии на континента не способстват за укрепването на политическия съюз с тях. През 1869 г. местното правителство отказва да влезе в Канадската конфедерация и политическата обособеност на Нюфаундленд от останалите канадски провинции се запазва още 80 години.
През 1907 г. Нюфаундленд, заедно с Нова Зеландия, получава статут на британски доминион – статут, който се запазва до 1949 г. Участието на Великобритания в Първата световна война нанася мощен и траен ефект върху нюфаундлендското общество. По това време населението на острова е около 250 хил. жители, а във войната в Европа се включват 5482 мъже, от които близо 1500 са убити и над 2300 ранени. Тези огромни загуби (близо 1/4 от младите мъже на острова) допринасят за големия икономически колапс, който настъпва на острова, и който пречи още дълги години след това на официалното присъединяване на Нюфаундленд към Канада. През 1927 г. към територията на острова изкуствено е присъединена източната половина (около 300 хил. km²) на п-ов Лабрадор. През 1934 г. в резултат на разразилата се световна икономическа криза стопанството на Нюфаундленд достига до пълен финансов крах – толкова дълбок, че местното самоуправление е отменено и колонията преминава под управлението на назначена от Великобритания специална комисия.
Втората световна война също оказва трайно, макар и по-малко въздействие върху живота на острова. Тогавашното правителство на острова отказва да изпрати свои войници в британските въоръжени сили, които се сражават във войната, но разрешава построяването и използването на американски военни бази в Ардженшиа, Гандер, Стивънвил и Сейнт-Джонс.
В края на 1948 г. се провежда референдум, на който 52,3% от населението гласува в полза на присъединяването на страната към Канада и на 31 март 1949 г. Нюфаундленд и Лабрадор става най-младата (десета) канадска провинция. Водач на противниците на присъединяването е канадският политик Джак Пикърсгил, който заедно с католическата църква, която има силни позиции в Нюфаундленд, пледира за оставане на острова независим. Основната им дейност е концентрирана в столицата Сейнт-Джонс и околните райони на п-ов Авалон. Привържениците на конфедерация с Канада са водени от Джоузеф Смолууд (1900 – 1991), бивш радиоводещ и издател на социалистически вестник в Ню Йорк. След победата на референдума на привържениците за присъединяване към Канада, Смолууд става първият премиер на Нюфаундленд в периода от 1949 до 1972 г. и воден от своите социалистически идеи провежда либерална политика.
Списък на премиер-министрите на провинция Нюфаундленд (от 6 декември 2001 Нюфаундленд и Лабрадор)
1. Джоузеф Смолууд (1900 – 1991) (1949 – 1972)
2. Франк Мурс (1933 – 2005) 1972 – 1979)
3. Брайан Пекфорд (р. 1942) (1979 – 1989)
4. Томас Ридът (р. 1948) (1989)
5. Клайд Уелс (р. 1937) (1989 – 1996)
6. Брайан Тобин (р. 1954) (1996 – 2000)
7. Бийтън Тълк (р. 1944) (2000 – 2001)
8. Роджър Граймс (р. 1950) (2001 – 2003)
9. Дани Уилямс (р. 1949) (2003 – 2010)
10. Кати Дъндердейл (р. 1952) (от 2010) първата жена премиер-министър на Нюфаундленд и Лабрадор

Във федералния парламент на Канада провинция Нюфаундленд и Лабрадор е представена от шест сенатора и седем члена на палатата на общините.

## География

### Геоложки строеж
В структурно-геоложко отношение Нюфаундленд е част от планинската система на Апалачите. Фундаментът на острова е изграден от теригенно-карбонатни наслаги от времето на камбрия и ранния ордовик, образуващи система от наслоявания в раннопалеозойския океан Япетус, който тогава е разделял палеоконтинентална Балтика от Канадо-Гренландския континент. В ядрото на антиклиналата на острова на повърхността се показват скали от стари вулкански наслаги от горния протерозой. В централната част на острова се откриват мощни вулканогенни наслаги от камбрия и ранния ордовик, на места прорязани от гранитоиди с късноордовишка възраст. В края на ордовика и началото на силура двата праконтинента Балтика и Канадо-Гренландия започват сближаване, което довежда до съкращаване на древния океан Япетус. То се съпровожда със смачкване на мощните камбрийско-ордовишки наслаги, изградени от морски соли, варовици, останки от миди и брахиоподи, наслоили се по континенталните склонове на двата континента. В геоложката история тези събития са известни под названието къснокаледонско нагъване. Всичките тези процеси довеждат до образуването на нов континент, наречен Лавразия, част от който става днешната територия на Нюфаундленд.

### Географско положение
Остров Нюфаундленд се намира в северозападната част на Атлантическия океан, край източните брегове на Северна Америка. Той затваря от изток огромния залив Сейнт Лорънс, който се свързва с Атлантическия океан чрез два протока: на североизток – протока Бел Айл (минимална ширина 18 km), отделящ Нюфаудленд от п-ов Лабрадор, и на югоизток – протока Кабот (ширина 104 km), отделящ острова от остров Кейп Бретон. На 17 km на юг от Нюфаундленд са двата малки френски острова Сен Пиер и Микелон.
Погледнат на географската карта, остров Нюфаундленд може да бъде оприличен на огромен почти равнобедрен триъгълник. Западното му „бедро“ с дължина от 502 km е почти праволинейно, южното (с дължина 480 km) и североизточната „хипотенуза“ (с дължина 585 km), са със силно разчленени брегове.
Крайните точки на острова са:
на север – нос Норман (Cape Nirman, 51°37′52″ с. ш. 55°54′04″ з. д. / 51.631111° с. ш. 55.901111° з. д.)
на юг – нос Пайн (Cape Pine, 46°36′42″ с. ш. 53°33′36″ з. д. / 46.611667° с. ш. 53.56° з. д.)
на изток – нос Спиър (Cape Spear, 47°31′27″ с. ш. 52°37′10″ з. д. / 47.524167° с. ш. 52.619444° з. д.), най-източната точка на цяла Канада
на запад – нос Ангиля (Cape Anguille, 47°53′53″ с. ш. 59°24′47″ з. д. / 47.898056° с. ш. 59.413056° з. д.)

### Брегова линия
Бреговата линия на острова е с дължина 9871 km, което прави по 9,07 km² суша на 1 km бряг. Като цяло бреговете на острова са силно разчленени, с множество заливи, полуострови и крайбрежни острови. Западното крайбрежие, обърнато към залива Сейнт Лорънс, е почти праволинейно, като тук има два по-големи залива – Айлъндс с пристанище Корнър Брук и Сейнт Джорджес, в най-югозападната част с пристанище Стивънвил.
Южното крайбрежие е значително по-разчленено, като тук дълбоко във вътрешността на острова се вдават заливите Хермитидж, Форчун, Пласеншия и Сейнт Мъри, разделени помежду си от три дълги и тесни полуострова, най-големият от които е п-ов Бърин. Освен тези четири големи залива, целият южен бряг е осеян със стотици по-големи и по-малки безимени заливи, острови, островчета и скали.
Изключително силно е разчленено североизточното крайбрежие, което представлява почти 3/4 от дължината на цялата брегова линия на острова. Тук от северозапад на югоизток дълбоко в сушата се врязват седем големи залива – Пистолет, Хеър, Уайт Бей, Нотр Дам, Бонависта, Тринити и Консепшън, разделени един от друг от полуострови, най-голям от които е п-ов Бонависта. Както и по южното, така и по това крайбрежие има още стотици по-малки и по-големи заливи, острови и скали.
В двата края на „триъгълника“, на северозапад и югоизток, се простират два големи полуострова – на северозапад е Големият северен полуостров, зает от планината Лонг Рейндж, представляващ почти 1/5 част от целия остров, a на югоизток – равнинният п-ов Авалон, на който е разположена столицата на провинцията Сейнт Джонс, и който е свързан с острова чрез тесен (минимална ширина 5 km) провлак.

### Релеф
В западната част на острова от протока Кабот на югозапад до протока Бел Айл на север, на протежение от близо 500 km се простира планината Лонг Рейндж. В геоложко отношение планината представлява част от Апалачката планинска система. Максималната височина на планината е връх Люис Хил (814 m), разположен на полуострова, образуван между заливите Айлъндс на север и Сейнт Джорджес на юг и се издига само на 6 km от западното крайбрежие на острова. Останалата част на Нюфаудленд е хълмиста, а в североизточната част – и равнинна, като надморската височина рядко надхвърля 300 m.

### Климат
Като цяло, с изключение на най-северните части, климатът на острова е влажен, характеризиращ се с хладно лято и сравнителна мека зима, поради това че на острова почти няма място, отдалечено на повече от 100 km от крайбрежието. Въпреки това се наблюдават, макар и малки, различия в температурата и валежите в източната и западната част на острова (виж поместената по-долу таблица). Средните юлски температури се колебаят от 15 °С по източното до 18 – 19 °С по западното крайбрежие, а средните януарски са общо взето много близки – около -5 – -6 °С. Най-мек климат се наблюдава на разположения в най-югоизточната част п-ов Авалон, където живее около 40% от населението на Нюфаундленд и където се намира столицата на провинцията Сейнт Джонс (средната многогодишна юлска температура е 15,3 °С, януарска – -3,8 °C, абсолютен максимум – 30,6 °С, абсолютен минимум – -23,3 °C).
Средногодишните валежи също са обусловени от географското положение, като с отдалечаването на запад намаляват от близо 1200 mm в Сейнт Джонс до около 800 mm в Корнър Брук и още по-малко в най-северните части на острова. Голяма част от валежите са във вид на сняг, като снежната покривка по западното и северното крайбрежие се задържа обикновено от октомври до май, а на югоизток – от ноември до април. Островът е известен и с най-многото мъгливи дни в годината – около 120 в цяла Канада.
| Метеорологична станция в град | Средна min юлска t° | Средна max юлска t° | Средна min януарска t° | Средна max януарска t° | Минимални валежи в mm | Максимални валежи в mm | Средногодишни валежи в mm |
| ----------------------------- | ------------------- | ------------------- | ---------------------- | ---------------------- | --------------------- | ---------------------- | ------------------------- |
| Сейнт Джонс                   | 11                  | 20                  | – 9                    | – 1                    | февруари 60           | октомври 160           | 1196                      |
| Гандер                        | 11                  | 20                  | -12                    | – 3                    | февруари 26           | септември 102          | 770                       |
| Корнър Брук                   | 13                  | 22                  | -10                    | – 3                    | февруари 24           | октомври 116           | 785                       |
| Стивънвил                     | 15                  | 23                  | – 8                    | – 1                    | –                     | –                      | -                         |

### Води
Сравнително мекият и влажен климат на острова и обилните валежи предполагат наличието на пълноводни реки. Поради конфигурацията на острова и факта, че най-отдалечената точка във вътрешността на острова е на не повече от 80 – 100 km от крайбрежието, реките са къси, но разполагат със значителни хидроенергийни запаси. Причината за втората особеност на реките на острова е неговият релеф, който в западната си част е предимно нископланински, а в останалата част хълмист, и падът на реките е голям. На Нюфаундленд има построени няколко ВЕЦ, като най-голямата от тях е „Бей д`Еспуар“ (460 хил. kW) разположена на реките Грей и Салмон.
На остров Хюфаудленд има и множество естествени, главно проточни езера, които регулират оттока на реките и същевременно са източник на прясна вода и място за отмора и воден туризъм. Най-голямото езеро на острова е Гранд Лейк (537 km²), разположено в понижението между заливите Уайт Бей на север и Сент Джорджес на юг, източно от планината Лонг Рейндж. Другите по-големи езера са разположени в централната хълмиста част (Ред Индиан и Диър) и в североизточната равнинна част – Гандер (113 km²).

### Растителност, животински свят и природни резервати
Значителна част от острова, особено западното крайбрежие и речните долини, са покрити с иглолистни гори, имащи важно стопанско значение. Почвите са бедни, главно подзолисти с голямо овлажняване, като затрудняват развитието на земеделието. Развива се главно производството на картофи и отглеждането на овощни култури. Животинският свят, за разлика от останалата част на Канада, е изключително беден, в голяма степен унищожен от заселниците.
На острова има няколко десетки провинциални и два национални парка: „Грос Морн“ (1805 km², най-големият по атлантическото крайбрежие на Канада), разположен на западното крайбрежие (в планината Лонг Рейндж) и известен със сложната си геология и забележителна природа; „Тера нова“ (400 km²) – на източното крайбрежие, по бреговете на залива Бонависта.

## Население

### Етнически състав
През 2006 г. на острова живеят 479 105 души, като 92% от тях са лица с британски произход, 3% – с френски произход и толкова със смесен произход. На острова живеят и около 500 индианци, потомци на преселилите се от континента племена микмак. Като цяло Нюфаудленд е сред англоговорещите провинции на Канада с най-голяма степен на еднородност на своето население, 99,2% от което говори английски език. Говорещите френски език са концентрирани в най-югозападната част на острова, в района на град Порт о Баск – около 6 хил. души.
Жителите на Нюфаундленд са потомци на най-старата група преселници в Северна Америка от Югозападна Англия и Южна Ирландия, състав, който почти не се изменя и попълва с нови емигранти. Местният диалект на английския език и традиционните особености на бита съществено се отличават от езика и бита на англоезичното население на останалите провинции на Канада. В някои от селищата на Нюфаундленд може да се чуе английски език, говорен по времето на Уилям Шекспир.

### Естествен прираст
Чак до края на 70-те години на XX в. остров Нюфаундленд се отличава с най-високите в Канада (като се изключат северните територии) темпове на естествен прираст и малки семейства (до 4 души). В средата на 1970-те години раждаемостта на острова превишава с 1,3 пъти тази в останалите части на Канада. Към 1985 г. раждаемостта и тук спада до средните показатели за страната (1,5% годишно), което е свързано с масовото преселване на младежи в други канадски провинции. Нюфаудленд (провинцията като цяло) е единствената канадска провинция, имаща отрицателен баланс в международната канадска имиграция. Отрицателен е и балансът в междупровинциалната миграция. През 1981 г. 132 хил. нюфаундлендлендци пребивават други канадски провинции, докато в Нюфаундленд живеят едва 24 хил. жители на други провинции. В периода от 1976 до 1981 г. от острова емигрират 20 хил. души, а имиграцията съставлява едва 2,5 хил. души.

### Градско население
През 1981 г. градското население съставлява 58,6%, а селското 41,4%, в т.ч. 0,4% фермерско. Големи градове, с изключение на провинциалната столица Сейнт Джонс (108 860) (2016 г.) няма. Втори по големина, но много по-малък, е град Консепшън Бей Саут (26 199). Други по-големи градове са: Маунт Пърл (24 284), Корнър Брук (20 886), Парадайс (17 695, предградие на столицата), Гранд Фолс-Уидзор (13 725), Гандер (11 054) и Торбей (7397, предградие на столицата).

## Стопанство
Нюфаундленд е един от най-слабо индустриализираните райони на Канада. Основа на икономиката на острова е добивната и обработващата промишленост, която представлява около 25% от материалното производство, строителството – 22%, дърводобива и дървообработването – 3%, риболов (в миналото основен поминък на населението) – 6%, селско стопанство – 1%. В Бюченс (централната част на острова) има производство на оловно-цинкова и медна руда, а в Бе Верт (на северното крайбрежие) – на азбест. През 1983 г. на острова живее около 2,3% от цялото население на Канада, но произвежданият брутен национален продукт е само 1,3%. Голяма част от промишлените предприятия се отнасят към категорията на малките и средните, като изключение прави целулозно-хартиената промишленост (големи дървообработващи комбинати в Корнър Брук и Гранд Фолс).
В миналото железопътната мрежа на острова е била свързана с тази на Нова Шотландия, а от там – и с останалата канадска, чрез ферибота Порт о Баск – Ню Сидни (през протока Кабот). Почти цялата жп мрежа е демонтирана и всички превози по суша се осъществяват чрез автомобилен транспорт. Важно значение има пристанището на Сейнт Джонс (товарооборот – 1,1 млн. тона през 1982 г.), където идват на ремонт множество риболовни кораби от различни страни. Международното летище в Гандер, намиращо на пътя на основните въздушни линии между Европа и Северна Америка, е едно от най-големите в света.
В резултат на многогодишния поголовен и неконтролируем риболов в района на Голямата Нюфаундлендска плитчина на кораби от различни държави, през 1992 г. числеността на пасажите от треска достига до катастрофален минимум и правителството на Канада въвежда мораториум върху риболова по източното крайбрежие на страната. Този мораториум довежда до обедняване и разоряване на местната рибна промишленост, която в течение на повече от 500 години зависи от лова на треска, повече от която и да друга риба.

## Култура
Както в сферата на икономиката, така и сферата на културата Нюфоундленд и понастоящем се характеризира със значителна изостаналост в сравнение с болшинството от другите канадски провинции. Това е единствената провинция в Канада, където народното образование се намира под юрисдикцията на църквата – по-точно на шест водещи църкви, най-мощни от които са католическата и англиканската. Протестантите, включително англиканите, през 1981 г. съставляват 63% от цялото население (най-голям процент в Канада), католиците – 36%. Процентът на атеистите в Нюфаундленд е най-ниският в цяла Канада – едва 1%, при 7,3% среден за страната и максимален 20,5% в Британска Колумбия.
Има само едно висше учебно заведение – Мемориалният университет в Сейнт Джонс, основан през 1949 г., като в него се обучават около 14 хил. студенти. На острова се издават три ежедневника (два в Сейнт Джонс и един в Корнър Брук), като общият им тираж не превишава 50 хил.

## Забележителности
Забележителностите на Нюфаунделенд са свързани с богатата на събития история на острова. Тук са открити няколко национални исторически парка: в района на разкопките първото селище на викингите от XI в. близо до Ланс о Медоус (51°36′ с. ш. 55°32′ з. д. / 51.6° с. ш. 55.533333° з. д., в най-северната част на острова) – единственият в Канада исторически паметник, обявен от ЮНЕСКО за „Паметник на световното наследство“ (през 1978 г.); археологически паметници на древноескимоската и древноиндианската култура в Порт о Шуа; връх Сигнал Хил, господстващ над пристанището на Сейнт Джонс, където се провеждат последните англо-френски сражения в Северна Америка по време на Наполеоновите войни. Тук през 1901 г. италианският физик Гулиелмо Маркони (1874 – 1937) приема първия в историята трансокеански радиосигнал, изпратен чрез морзовата азбука от Англия.
Своеобразен колорит на повече от 200 крайбрежни селища на острова предават и съхранилите се здания на различни братства и тайни общества (оранжисти, масони и др.), получили в Нюфаундленд през XIX и началото на XX в. по-голямо разпространение откъдето и да е другаде в Северна Америка. В повечето от по-големите градове ежегодно се провеждат фолклорни фестивали.